# Airfast Indonesia
Airfast Indonesia (mã ICAO = AFE) là hãng hàng không của Indonesia, trụ sở ở Jakarta. Hãng chỉ chở khách thuê bao cũng như hàng hóa, đặc biệt theo hợp đồng với các công ty xây dựng, khai thác mỏ, khai thác dầu khí trong đất liền cũng như ngoài khơi của Indonesia và các nước trong khu vực. Hãng có căn cứ tại Sân bay quốc tế Soekarno-Hatta.

## Lịch sử
Airfast Indonesia được thành lập và bắt đầu hoạt động từ năm 1971 như một hãng hàng không liên doanh Úc - Indonesia, nhằm cung cấp các dịch vụ máy bay và trực thăng cho ngành công nghiệp khai thác dầu khí ở Indonesia. Từ năm 1982 Airfast Indonesia trở thành hãng hoàn toàn do người Indonesia làm chủ. Hiện nay hãng do "Frank Reuneker" sở hữu 53% vốn và các nhà đầu tư khác nắm 47%.

## Đội máy bay
(tháng 3/2007)
- 1 BAe 146-100
- 1 Beechcraft 1900
- 1 Boeing 737-200
- 2 McDonnell Douglas MD-80
- 3 De Havilland DHC-6 Twin Otter
- 1 Indonesian Aerospace 212-200
- 1 Embraer ERJ 145

## Đội máy bay ngưng hoạt động
(Tháng 8/2006)
- 1 Avro 748|BAe 748

(Tháng 1/2005):
- 4 Bell 412
- 1 Bell 212
- 2 Bell 204/205
- 2 Helicopter MD-902